# Милингтон (Тенеси)
Милингтон (енгл. Millington) град је у америчкој савезној држави Тенеси.

## Демографија
По попису из 2010. године број становника је 10.176, што је 257 (-2,5%) становника мање него 2000. године.
| Група             | 2000.         | 2010.         |
| Белци             | 7.133 (68,4%) | 6.398 (62,9%) |
| Афроамериканци    | 2.305 (22,1%) | 2.610 (25,6%) |
| Азијати           | 262 (2,5%)    | 241 (2,4%)    |
| Хиспаноамериканци | 486 (4,7%)    | 600 (5,9%)    |
| Укупно            | 10.433        | 10.176        |